# Luka Radivojević
Luka Radivojević (in serbo Лука Радивојевић?; Valjevo, 9 novembre 1999) è un calciatore serbo, centrocampista dello Sloven Ruma.

## Carriera
Cresciuto nel settore giovanile dello Jedinstvo Ub, nel gennaio del 2020 viene acquistato dallo Javor Ivanjica. Debutta in prima squadra il 15 febbraio 2020 giocando l'incontro di Superliga pareggiato 1-1 contro il Napredak Kruševac ed il 20 giugno segna la sua prima rete in carriera nel corso del match vinto 5-0 contro l'Inđija.

## Statistiche
Statistiche aggiornate al 30 novembre 2020.

### Presenze e reti nei club
| Stagione        | Squadra         | Campionato      | Campionato | Campionato | Coppe nazionali | Coppe nazionali | Coppe nazionali | Coppe continentali | Coppe continentali | Coppe continentali | Altre coppe | Altre coppe | Altre coppe | Totale | Totale | Totale |
| Stagione        | Squadra         | Comp            | Pres       | Reti       | Comp            | Pres            | Reti            | Comp               | Pres               | Reti               | Comp        | Pres        | Reti        | Pres   | Reti   |        |
| --------------- | --------------- | --------------- | ---------- | ---------- | --------------- | --------------- | --------------- | ------------------ | ------------------ | ------------------ | ----------- | ----------- | ----------- | ------ | ------ | ------ |
| gen.-lug. 2020  | Mladost Lučani  | SL              | 10         | 0          | CS              | 0               | 0               |                    | -                  | -                  |             | -           | -           | 10     | 0      |        |
| 2020-2021       | Javor Ivanjica  | SL              | 15         | 0          | CS              | 1               | 0               |                    | -                  | -                  |             | -           | -           | 16     | 0      |        |
| Totale carriera | Totale carriera | Totale carriera | 25         | 0          |                 | 1               | 0               |                    | -                  | -                  |             | -           | -           | 26     | 0      |        |